# 蘇州古典園林
蘇州古典園林（そしゅうこてんえんりん）は、ユネスコの世界遺産に登録されている、中国の江蘇省蘇州市にある歴史的な庭園の総称。蘇州古典庭園とも。

## 概要
蘇州古典園林の庭園の多くは明や清の時代に建設された。これらの多くは地元の名士により作られたもので、公共事業としてではなく、個人の趣味で置かれたもので、皇帝所有の庭園である皇家園林に対して私家園林という。庭園は豊かな水を利用し、池を配置した素朴な美しさを特徴とする。蘇州以外の江南の地にある名園（例えば南京の瞻園・芥子園、揚州の个園、無錫の寄暢園、上海の豫園）を含めた江南私家園林が総称として中国国内では一般的である。
蘇州古典園林のうち、拙政園と留園は中国四大名園の二つに数えられる。また、宋代の滄浪亭、元代の獅子林、明代の拙政園、清代の留園の4つの時代にそれぞれ作庭起源をもつ庭園を合わせて蘇州四大園林ともいう。

## 登録された庭園
1997年に4か所の庭園が登録されたのち、2000年に5か所が追加登録されている。

### 1997年登録
拙政園（zh, en）
明代の1510年頃、役人の職を辞した王献臣が故郷に戻って建造したもの。面積約5.2ha。
留園（zh, en）
明代の1593年に建造された庭園を起源とする。清代の1873年から3年にわたる大改修が行われ現在の形になった。面積約2.3ha。
網師園（zh, en）
南宋時代に起源を持つ。面積約0.5ha。
環秀山荘（zh, en）
清代に建造。面積約0.2ha。

### 2000年登録
滄浪亭（zh, en）
五代十国の呉越時代に起源を持つ。北宋時代に詩人蘇舜欽が購入し、屈原の詩に因んで名付けた。面積約1.2ha。
獅子林（zh, en）
元代の1342年に創建。面積約0.9ha。
芸圃（zh, en）
明代に建造。面積約0.4ha。
耦園（zh, en）
清代に建造。面積約0.8ha。
退思園（zh, en）
清代に建造。面積約0.4ha。

## ギャラリー

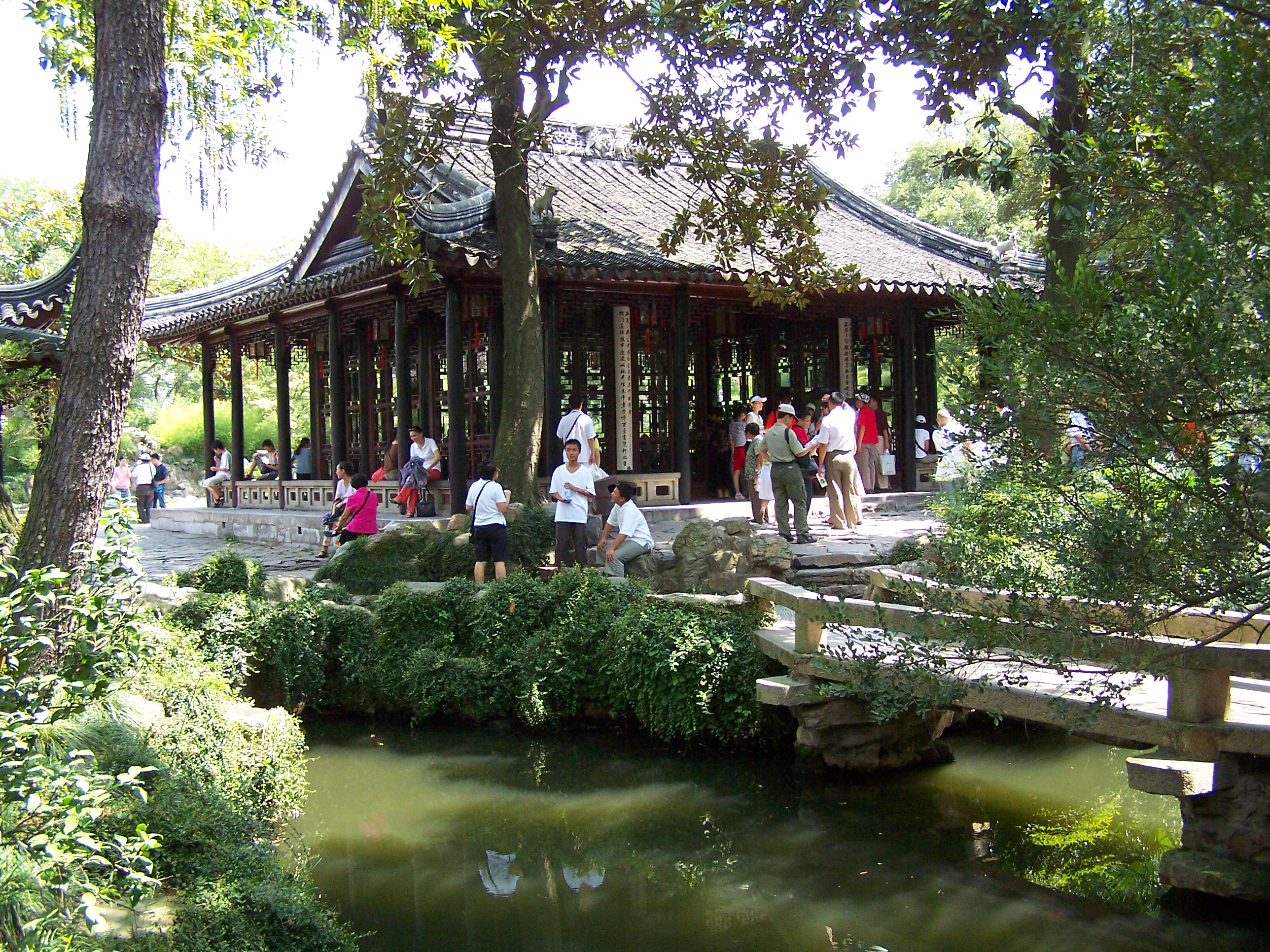
拙政園
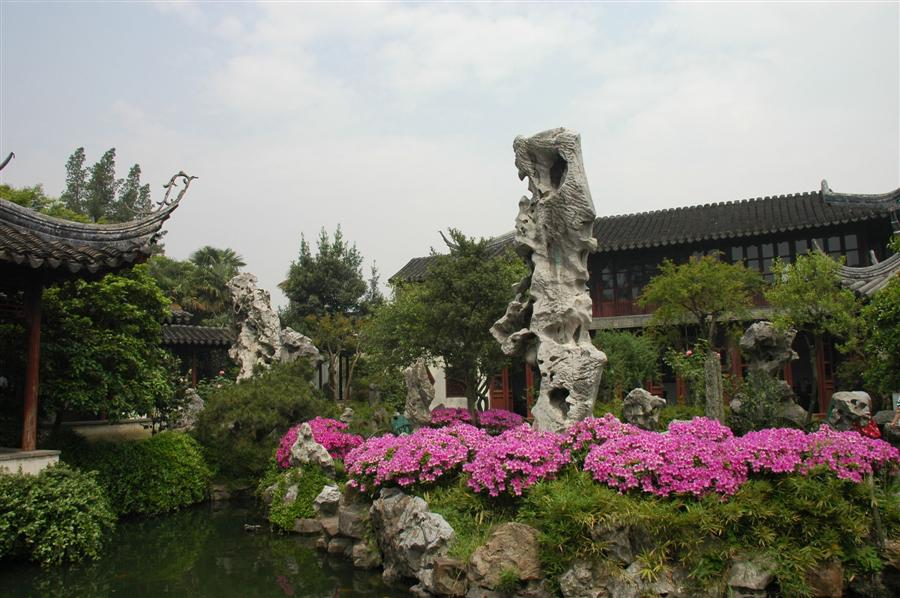
留園
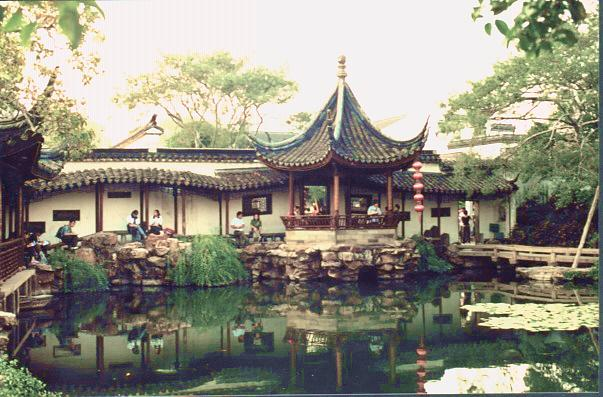
網師園
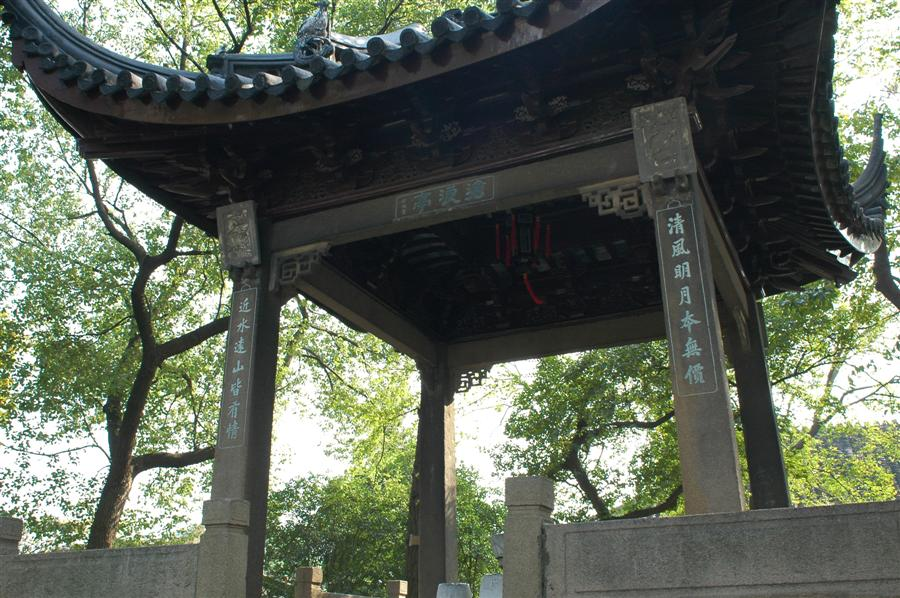
滄浪亭
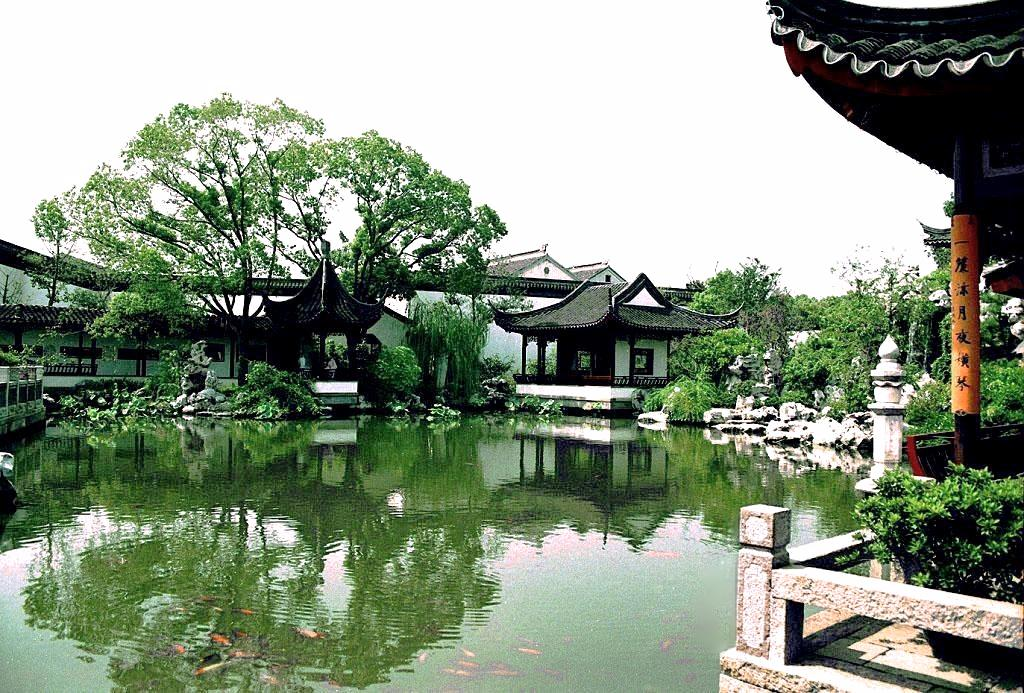
退思園

## 登録基準
この世界遺産は世界遺産登録基準のうち、以下の条件を満たし、登録された（以下の基準は世界遺産センター公表の登録基準からの翻訳、引用である）。
- (1) 人類の創造的才能を表現する傑作。
- (2) ある期間を通じてまたはある文化圏において、建築、技術、記念碑的芸術、都市計画、景観デザインの発展に関し、人類の価値の重要な交流を示すもの。
- (3) 現存するまたは消滅した文化的伝統または文明の、唯一のまたは少なくとも稀な証拠。
- (4) 人類の歴史上重要な時代を例証する建築様式、建築物群、技術の集積または景観の優れた例。
- (5) ある文化（または複数の文化）を代表する伝統的集落、あるいは陸上ないし海上利用の際立った例。もしくは特に不可逆的な変化の中で存続が危ぶまれている人と環境の関わりあいの際立った例。